# 小行星9071
小行星9071（9071 Coudenberghe）是一颗绕太阳运转的小行星，为主小行星带小行星。该小行星于1993年7月19日发现。

## 轨道参数
小行星9071的轨道半长轴为2.9413906 UA，离心率为0.098。